# Þverfell (kulle i Island, Austurland, lat 65,65, long -15,25)
Þverfell är en kulle i republiken Island. Den ligger i regionen Austurland, i den nordöstra delen av landet, 300 km nordost om huvudstaden Reykjavík. Toppen på Þverfell är 488 meter över havet, eller 68 meter över den omgivande terrängen. Bredden vid basen är 3,4 km.
Trakten runt Þverfell är nära nog obefolkad, med mindre än två invånare per kvadratkilometer. Det finns inga samhällen i närheten. Trakten runt Þverfell består i huvudsak av gräsmarker.